# Ville Peltonen

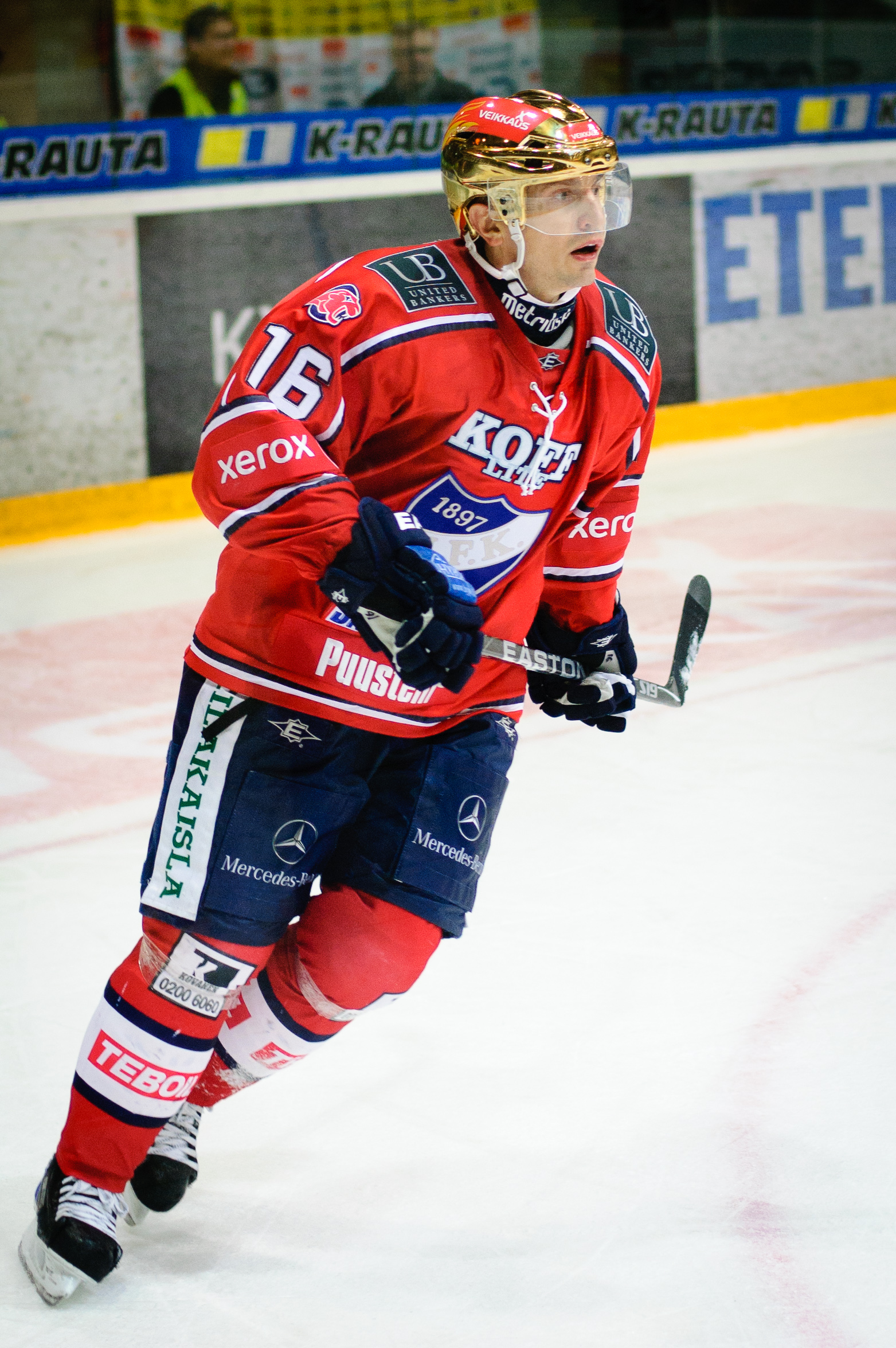
Ville Peltonen i HIFK

Ville Sakari Peltonen, född 24 maj 1973 i Vanda, Finland, är en finländsk före detta ishockeyspelare. "Pelti", som han även kallas, är en 180 cm lång och 84 kg tung vänsterforward med nummer 16 på tröjan. På fritiden spelar han tennis. Tillsammans med Saku Koivu och Jere Lehtinen utgjorde han den så kallade "Knatte, Fnatte och Tjatte-kedjan" i VM 1995 under J-VM 1993 i Sverige, OS 1994 i Norge och VM 1995 i Sverige, i den sistnämnda turneringen tog Finland guld. Han har ofta figurerat som lagkapten för det finska landslaget i VM-sammanhang. Han är gift och har tre barn.
Ville Peltonen har spelat för HIFK och Jokerit i finländska SM-liiga och San Jose Sharks, Nashville Predators och Florida Panthers i NHL. I Elitserien har han spelat för Frölunda HC och i schweiziska Nationalliga A har han spelat för HC Lugano där han spelade ihop med två andra finländska spelare, Petteri Nummelin och Jukka Hentunen. 2009–10 spelade Peltonen för Dinamo Minsk i KHL.
Peltonen har också spelat för Kansas City Blades och Milwaukee Admirals i IHL och Kentucky Thoroughblades i AHL. I mars 2014 meddelade Peltonen officiellt att han avslutar sin karriär som spelare. Han spelade sin sista match när hans klubb HIFK blev utslaget i åttondelsfinal.

## Landslagsmeriter
- VM 1994 Silver
- VM 1995 Guld
- OS 1998 Brons
- VM 1998 Silver
- VM 1999 Silver
- VM 2000 Brons
- World Cup 2004 Silver
- OS 2006 Silver
- OS 2010 Brons

### Fotnoter
1. ↑  Jesper von Hertzen (30 november 2015). ”Knatte, Fnatte och Tjatte hyllas” (på svenska). Svenska Yle. https://svenska.yle.fi/artikel/2015/11/30/knatte-fnatte-och-tjatte-hyllas. Läst 10 juni 2019.